# 前奏曲Op.28, No. 16 (蕭邦)

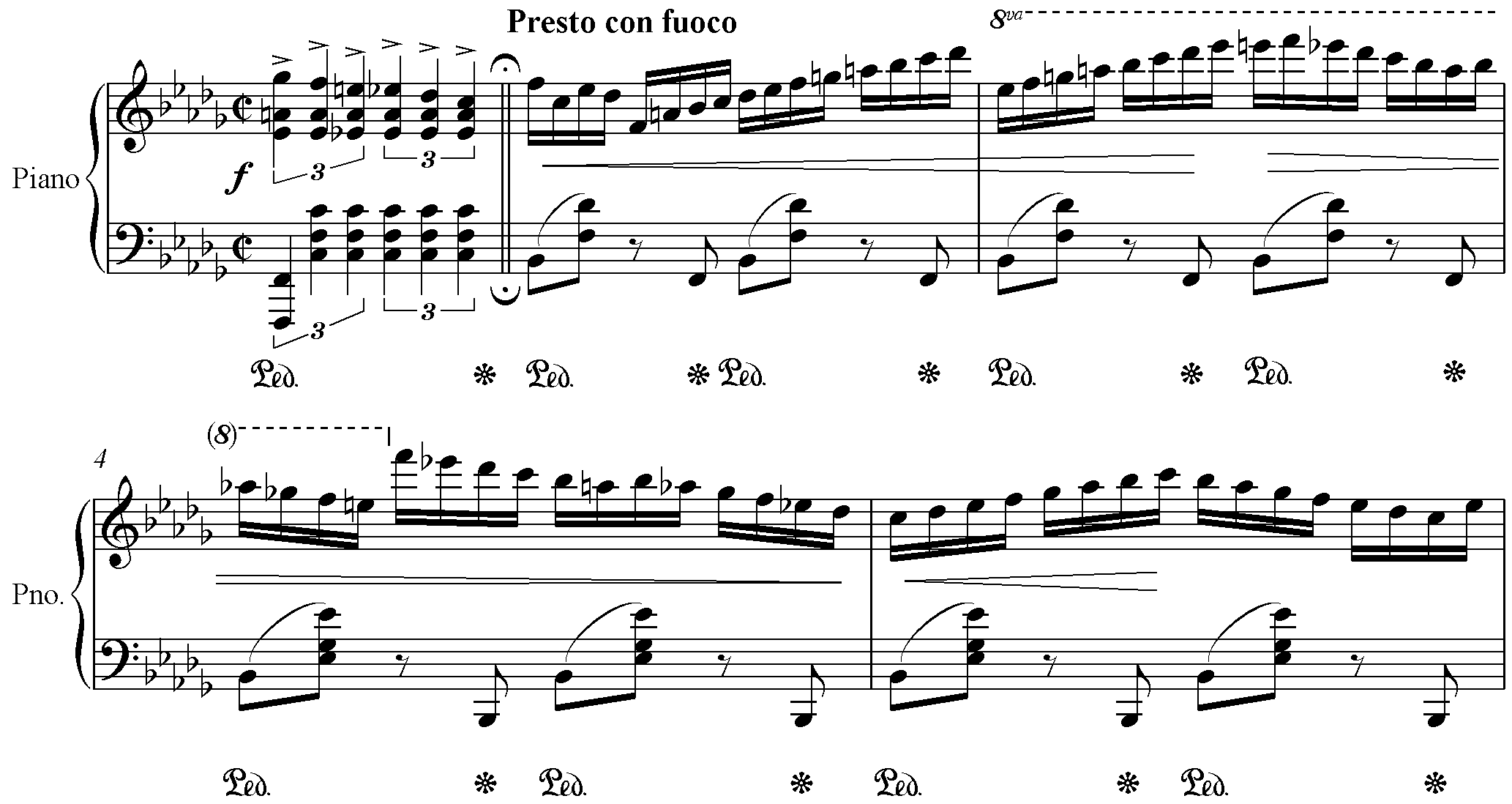
前奏曲Op. 28, No. 16

前奏曲Op. 28, No. 16為蕭邦24首前奏曲中的樂曲，為降B小調，2/2拍。
樂曲首以由簡短的引子（六個和弦）進入火熱的急板（Presto con fuoco）的部分，右手部分為快速、不間斷的十六分音，以音階和不同音程穿梭鍵盤中音區和高音區，而到了最後雙手合力彈出八度的十六分音，並大聲彈出兩個和弦作結。此曲被認為是作品中最難的前奏曲之一，因為左手需依從右手急速的樂句重複地以大跳彈出八分音的和弦。
阿爾弗雷德·科爾托將其稱為“墮入深淵”（La course à l'abîme），汉斯·冯·彪罗將其稱為“冥府”（Hades）。

## 外部連結
- 前奏曲, Op. 28：国际乐谱典藏计划上的乐谱
- 来自乌托邦计划（英语：Mutopia Project）的多种格式乐谱 （页面存档备份，存于）
- 玛尔塔·阿赫里奇的演奏 （页面存档备份，存于）